# Frégimont
Frégimont – miejscowość i gmina we Francji, w regionie Nowa Akwitania, w departamencie Lot i Garonna.
Według danych na rok 1990 gminę zamieszkiwało 197 osób, a gęstość zaludnienia wynosiła 26 osób/km² (wśród 2290 gmin Akwitanii Frégimont plasuje się na 980. miejscu pod względem liczby ludności, natomiast pod względem powierzchni na miejscu 1234).

## Współpraca
Miejscowość partnerska:
- Floreffe, Belgia